# 長崎市立為石小学校
長崎市立為石小学校（ながさきしりつ ためししょうがっこう、Nagasaki City Tameshi Elementary School）は、長崎県長崎市為石町にある公立小学校。略称は「為石小」（ためししょう）。

## 概要
歴史
1873年（明治6年）に開校した「為石小学校」を前身とし1875年（明治8年）に創立。2013年（平成25年）に創立140周年を迎えた。
学校教育目標
「たのしく めあてをもって しっかり 学ぶ子」
校章
ビワの実と葉、そして海の波を組み合わせたものを背景にして、中央に校名の「為」の文字を置いている。
校歌
作詞は林留一（選:島内八郎）、作曲は寺崎良平による。歌詞は3番まであり、各番に校名の「為石」が登場する。
校区
長崎市立三和中学校校区

## 沿革
- 1873年（明治6年）10月 - 為石村字射場の大久保騏一郎邸を教場として学童教育を開始。
- 1875年（明治8年） - 文部省によって「第五大学区第一中学区為石小学校」として正式に認可される。
- 1877年（明治10年）- 暴風のため校舎が倒壊し、宝性寺を仮校舎とする。
- 1878年（明治11年）- 仮校舎を為石神社に移転。
- 1879年（明治12年）4月 - 教場を増設。
- 1882年（明治15年）4月1日 - 教育令の施行により、「為石学区公立中等為石小学校」と改称。
- 1885年（明治18年）- 現在地に校舎を新築。
- 1887年（明治20年）- 小学校令の施行により、「為石学区尋常為石小学校」と改称。
- 1889年（明治22年）4月1日 - 町村制の施行により、為石村立の小学校となる。
- 1892年（明治25年）4月1日 - 小学校令の改正により、「為石尋常小学校」に改称（「尋常」の位置が変わる）。2年制の補習科を設置。
- 1908年（明治41年）4月1日 - 小学校令の一部改正により、義務教育期間が4年から6年に延長されたため、尋常科を6年制に改正（補習科を廃止）。
- 1910年（明治43年）3月 - 新校舎が完成。
- 1911年（明治44年）4月1日 - 2年制の高等科を併置し、「為石尋常高等小学校」に改称。
- 1914年（大正3年）
  - 4月 - 尋常科2年児童に半日2部教授を開始。
  - 9月 - 尋常科3年から6年の児童に全日2部教授を開始。
- 1915年（大正4年）
  - 5月 - 尋常科3年から6年の児童を対象にした全日2部教授を終了。
  - 9月 - 実習地の整備および周囲の植樹を実施。
- 1916年（大正5年）12月 - 尋常科2年児童を対象にした半日2部教授を終了。
- 1918年（大正7年）4月 - 子守り学級を編成。
- 1919年（大正8年）- 子守り学級を廃止。
- 1929年（昭和4年）4月 - 校旗を制定。
- 1941年（昭和16年）4月1日 - 国民学校令の施行により、 「為石村国民学校」と改称。 尋常科を初等科に改称（初等科6年・高等科2年）。
- 1943年（昭和18年）7月 - 二宮尊徳像が寄贈される。
- 1947年（昭和22年）
  - 4月1日 - 学制改革（六・三制の実施）が行われる。
    - 旧・為石村国民学校の初等科が改組され、「為石村立為石小学校」が発足。
    - 旧・為石村国民学校の高等科が改組され、為石村立為石中学校（新制中学校）が発足。当面の間、小学校に併設されることとなる。

  - 9月 - 茂木町から藤田尾（とうだお）名が為石村に編入したため、藤田尾地区の児童が茂木町立千藤小学校から転入。
- 1948年（昭和23年）4月 - PTAを設立。
- 1949年（昭和24年）4月1日 - 為石中学校が統合[2]により廃止される。新設中学校[2]の校舎が完成するまでの間、為石校舎として使用を継続。
- 1950年（昭和25年）6月 - 新設中学校[2]の校舎が為石地区に完成し、中学校による為石校舎の使用が終了。併設を解消。
- 1955年（昭和30年）2月11日 - 蚊焼村・川原村・為石村の3村合併で三和町が発足したことにより、「三和町立為石小学校」と改称。
- 1962年（昭和37年）10月 - ミルク給食を開始。
- 1966年（昭和41年）3月 - 鉄筋コンクリート造3階建ての新校舎が完成。明治43年完成の木造校舎を解体。
- 1967年（昭和42年）5月 - 完全給食を実施。
- 1976年（昭和51年）
  - 2月 - 鉄筋コンクリート造2階建て校舎（特別教室）が完成。
  - 3月 - 西側旧校舎を解体。
- 1977年（昭和52年）1月 - 体育館が完成。
- 2005年（平成17年）1月4日 - 三和町が長崎市に編入されたことにより、「長崎市立為石小学校」（現校名）に改称。

## アクセス
最寄りのバス停
- 長崎自動車（長崎バス）長崎市コミュニティバス#三和線「為石小学校前」バス停

最寄りの道路
- 長崎県道34号野母崎宿線
- 長崎県道224号深堀三和線

## 周辺
- 長崎市立三和中学校
- 三和学校給食共同調理場
- 為石郵便局
- 為石浄水場（2020年度末で用途廃止[3]）
- 長崎市役所三和行政センター
- 長崎市消防局南消防署 三和出張所
- 長崎県警察大浦警察署三和交番
- 長崎市三和体育館
- 元宮公園

## 関連事項
- 長崎県小学校一覧